# Franz Xaver Eggersdorfer
Franz Xaver Eggersdorfer (* 22. Februar 1879 in Pörndorf (heute Gemeinde Aldersbach); † 20. Mai 1958 in Passau) war ein deutscher katholischer Theologe und Pädagoge.

## Ausbildung
Das jüngste von neun Kindern des Bauern Alois Eggersdorfer und seiner Ehefrau Maria, geb. Wimmer, absolvierte nach der einklassigen Dorfschule das Königlich-Humanistische Gymnasium in Passau. Anschließend studierte er in Passau und München Theologie und Philosophie.
1903 empfing er in Passau die Priesterweihe und arbeitete dort in den beiden folgenden Jahren als Seelsorger und Präfekt. 1905 setzte er in München sein Studium der Theologie und Pädagogik fort und schloss es 1907 mit der Promotion zum Dr. theol. ab. Seine Dissertationsschrift führte den Titel: Der heilige Augustinus als Pädagoge und seine Bedeutung für die Geschichte der Bildung.
1909 habilitierte er sich mit Die Aszetik des heiligen Franz von Sales in ihren theoretischen Grundlagen und erhielt einen Lehrauftrag für Pädagogik an der Ludwig-Maximilians-Universität München.

## Hochschullehrer in Passau
Im November 1911 folgte er einem Ruf an das Passauer Lyzeum, aus dem 1923 die Philosophisch-theologische Hochschule Passau hervorging. Hier wirkte er als a. o. Hochschulprofessor für Pädagogik und ihre Hilfswissenschaften.
Mit Ausbruch des Ersten Weltkrieges meldete er sich als Kriegsfreiwilliger und war vier Jahre Feldgeistlicher im I. Königlich Bayerischen Armee-Korps. Trotz einer schweren Verwundung im März 1918 blieb er auf dem Kriegsschauplatz.
1919 nahm Eggersdorfer seine Lehrtätigkeit in Passau wieder auf und wurde im gleichen Jahr zum ordentlichen Professor ernannt. Zwei Jahre später erweiterte man seinen Lehrauftrag für Pädagogik um das Fach Katechetik.
Als Mitglied der Bayerischen Volkspartei war er 1919/1920 Mitglied des Bayerischen Landtages, wo er sich vor allem als Schulpolitiker und -reformer profilierte. 1921 beteiligte er sich an der Gründung des Deutschen Instituts für wissenschaftliche Pädagogik in Münster. Für dessen zweibändiges Lexikon der Pädagogik der Gegenwart verfasste er mehrere Artikel.
Von 1928 bis 1934 war er Mitherausgeber des Handbuchs für Erziehungswissenschaften. 1930 wurde Eggersdorfer zum Rektor der Philosophisch-theologischen Hochschule Passau gewählt. Nach Hitlers Machtergreifung enthoben ihn 1933 die Nationalsozialisten, vor denen er seit Jahren entschieden gewarnt hatte, seiner Stellung. Im November 1933 unterzeichnete er anders als der neue Rektor Max Heuwieser nicht das Bekenntnis der Professoren an den deutschen Universitäten und Hochschulen zu Adolf Hitler. Am 1. Dezember 1933 wurde Eggersdorfer in das Passauer Domkapitel berufen und erhielt bald darauf den Ehrentitel „Päpstlicher Hausprälat“. 1943 stieg er in die Position des Domdekans auf.

## Die Nachkriegszeit
1945/46 rehabilitiert und emeritiert, verfolgte Eggersdorfer weiter sein Ziel, eine allgemeine Erziehungslehre auf der Grundlage einer christlich-katholischen Weltanschauung zu begründen. Für den Dom St. Stephan initiierte er die Anschaffung einer neuen Glocke, des „Pummerin“ (1951), sowie den neuen Hochaltar von Josef Henselmann (1953). Maßgebend beteiligte er sich an der Gründung des Diözesanmuseums, an der Gestaltung des 74. Deutschen Katholikentages, der 1950 unter dem Leitwort „Zuerst das Reich Gottes“ in Passau und Altötting stattfand, sowie am „Grünen Katechismus“ des Deutschen Katecheten-Vereins.
1953 erhielt er die Ehrendoktorwürde der Universität München, ein Jahr später das Große Verdienstkreuz der Bundesrepublik und am 19. Dezember 1957 wurde er zum Ehrenbürger von Passau ernannt. Er starb am 20. Mai 1958 an den Folgen eines Herzinfarkts und wurde auf dem Passauer Innstadtfriedhof St. Severin beerdigt.
In Passau erinnert an ihn die Dr.-Eggersdorfer-Straße und in Pörndorf die Prälat-Eggersdorfer-Straße. In Vilshofen befindet sich das Sonderpädagogische Förderzentrum Franz-Xaver-Eggersdorfer-Schule. Sein Name steht auf dem Ehrenmal der Stadt Passau auf dem Innstadtfriedhof.